# Le Choix de Sophie (film)
Pour les articles homonymes, voir Le Choix de Sophie (homonymie).
Pour plus de détails, voir Fiche technique et Distribution.
Le Choix de Sophie (Sophie's Choice) est un film américain réalisé par Alan J. Pakula, sorti en 1982. Il est l'adaptation du roman de William Styron, Le Choix de Sophie (1979).

## Synopsis
L'action se déroule peu de temps après la Seconde Guerre mondiale. Stingo, jeune écrivain du Sud des États-Unis, arrive à Brooklyn et sympathise avec un couple : Sophie, une jolie immigrante polonaise ayant beaucoup souffert pendant la guerre, et Nathan, un brillant intellectuel juif mais dont le comportement imprévisible et violent laisse deviner un trouble mental. Plus tard, dans le film, le frère de Nathan révèle que ce dernier n'est qu'un mythomane, schizophrène, et drogué. Une relation complexe se développe entre les trois personnages. 
Peu à peu, on découvre l'itinéraire compliqué et funeste de Sophie durant la guerre. Son père et son mari ont été déportés à Sachsenhausen. Quelques jours plus tard, elle est déportée à Auschwitz avec sa fille et son fils pour un motif futile. Rudolf Höss, le commandant du camp, la choisit pour taper à la machine les documents qu'il lui dicte car elle parle et écrit  parfaitement l'allemand. Elle est alors contactée par un détenu qui lui demande de dérober le récepteur radio du commandant à des fins de résistance. Démasquée par la fille du commandant, elle n'est cependant pas dénoncée. Sophie demande au commandant de libérer son fils. Pour le sauver, elle a l'idée de l'envoyer dans un Lebensborn, son fils ayant les traits d'un parfait aryen. Malheureusement, le commandant ne tint pas sa promesse. Elle avoua, par la suite, avoir dû faire le choix de sauver son fils aux dépens de sa fille en arrivant à Auschwitz, le responsable du camp l'obligeant à choisir lequel de ses enfants sera sauvé sous peine de tuer les deux. Sa fille sera exterminée à Auschwitz. Sachant toute cette histoire, Stingo, amoureux, la demande en mariage. Mais elle refuse, ayant déjà traversé ces malheurs. Elle va rejoindre Nathan. Stingo les découvre ensuite morts, s'étant suicidés par absorption de cyanure.

## Fiche technique
- Titre : Le Choix de Sophie
- Titre original : Sophie's Choice
- Réalisation : Alan J. Pakula
- Scénario : Alan J. Pakula d'après le livre de William Styron, Le Choix de Sophie
- Musique : Marvin Hamlisch
- Photographie : Néstor Almendros
- Montage : Evan A. Lottman (de)
- Décors : George Jenkins et Carol Joffe (en)
- Costumes : Albert Wolsky
- Production : Keith Barish (pt), William C. Gerrity, Alan J. Pakula et Martin Starger (en)
- Pays de production :  États-Unis
- Langues originales : anglais, polonais, allemand
- Format : couleurs - 1,85:1 - mono
- Genre : drame, romance
- Durée : 150 minutes
- Dates de sortie : 
  - États-Unis : 8 décembre 1982
  - France : 30 mars 1983

## Distribution
- Meryl Streep (VF : Elle-même) : Sophie Zawistowski
- Kevin Kline (VF : Bernard Tiphaine) : Nathan Landau
- Peter MacNicol (VF : Thierry Bourdon) : Stingo
- Rita Karin (en) : Yetta
- Stephen D. Newman (en) (VF : Claude Giraud)  : Larry Landau
- Jennifer Lawn : Eva Zawistowski
- Adrian Kalitka : Jan Zawistowski
- Greta Turken (VF : Isabelle Ganz) : Leslie Lapidus
- Josh Mostel (VF : Roger Lumont) : Morris Fink
- Marcell Rosenblatt : Astrid Weinstein
- Moishe Rosenfeld : Moishe Rosenblum
- Robin Bartlett : Lillian Grossman
- Eugene Lipinski : professeur de polonais
- John Rothman : bibliothécaire
- Joseph Leon : Dr Blackstock
- David Wohl (VF : Francis Lax) : professeur d'anglais
- Günther Maria Halmer : Rudolf Höss
- Karlheinz Hackl : officier SS
- Katharina Thalbach : Wanda

## Box-office
| Pays       | Box-office         | Nbre de sem. |
| France     | 1 142 344 entrées  | ?            |
| États-Unis | 30 036 000 dollars | ?            |

## Réception
C'est le premier rôle au cinéma pour Kevin Kline, qui retrouvera Meryl Streep au théâtre dans The Seagull en 2001, au cinéma dans The Last Show en 2006 et Ricki and the Flash en 2015.  Todd McCarthy dans Variety le film est une adaptation "belle, obstinément fidèle et étonnamment fastidieuse du best-seller de William Styron. Malgré les intentions sérieuses et les meilleurs talents impliqués, le manque d'alchimie entre les trois principaux acteurs et le scénario trop élaboré en font une expérience éprouvante." Pauline Kael du magazine The New Yorker parle d'un film d'une "méchanceté exaspérante", plus "criard qu'éclairant".

## Distinctions

### Récompenses
Oscars 1983
- Oscar de la meilleure actrice (Meryl Streep)

Golden Globes 1983
- Golden Globe de la meilleure actrice (Meryl Streep)

### Nominations
Oscars 1983
- Oscar du meilleur scénario adapté (Alan J. Pakula)
- Oscar de la meilleure photographie
- Oscar des meilleurs costumes
- Oscar de la meilleure musique de film

Golden Globes 1983
- Golden Globe du meilleur film dramatique
- Golden Globe de la révélation masculine de l'année (Kevin Kline)

BAFTA Awards 1984
- BAFTA de la meilleure actrice (Meryl Streep)
- BAFTA du meilleur nouveau venu dans un rôle principal (Kevin Kline)

Writers Guild of America Award
- Writers Guild of America Award du meilleur scénario adapté (Alan J. Pakula)